# 34592 Amirtharaj
34592 Amirtharaj è un asteroide della fascia principale. Scoperto nel 2000, presenta un'orbita caratterizzata da un semiasse maggiore pari a 3,0758969 au e da un'eccentricità di 0,1084225, inclinata di 2,14562° rispetto all'eclittica.